# Каньедо, Александр
Александр Каньедо (исп. Alexander Cañedo; 26 декабря 1902, Мехико, Мексика — 1 февраля 1978, Западный Голливуд, США) — мексиканский и американский художник, принадлежавший к движениям сюрреализма и магического реализма в середине XX века.

## Биография
Алехандро де Каньедо (исп. Alejandro de Cañedo) родился в Мехико. Его отец был мексиканским правительственным чиновником, а мать происходила из США. В 1918 году, когда Каньедо было 15 лет, родители отправили его в Национальную высшую школу изящных искусств в Париже, где он учился у скульптора Жана Магру. В 1923 году Каньедо отправился в Рим, где продолжил свои занятия искусством. В 1927 году он ненадолго вернулся в Мексику. Во время его пребывания в Италии мексиканское правительство назначило его атташе посольства Мексики в Риме.
В 1928 году прошла его первая художественная выставка в Риме, где была представлена коллекция его карандашных рисунков. Потом последовали выставки в других городах Европы. В том же году Каньедо отправился в Нью-Йорк, где широко выставлялся. В это время он начал подписывать свои работы только своей фамилией; в итоге, Каньедо даже англизировал свое имя в «Александр» и отбросил приставку «де».
Каньедо был выбран французским писателем Франсисом де Миомандром в 1929 году для иллюстрации его любовного романа «Случай, или приключение Терезы Бюшам». Сильно стилизованные под ар-деко работы Каньедо были настолько успешны, что в следующем году писатель вновь заказал художнику иллюстрации для своего следующего романа «Любовная жизнь Венеры».
В 1932 году Каньедо было предложено провести персональную выставку своих карандашных рисунков в недавно открывшейся Чеширской галереи Уолтера П. Крайслера, расположенной в Крайслер-билдинг. Ещё одна его персональная выставка прошла в галереях Арджент, он также участвовал в выставках Лиги студентов-художников Нью-Йорка, активным членом которой он был.
К середине 1930-х годов Каньедо начал выставлять свои акварели. Они демонстрировались на персональных выставках в галереях Артура У. Ньютона. Затем он стал работать и с масляной живописью, и в начале 1940-х годов его картины показывались в галереях Артура У. Ньютона и галереях Шнайдера-Габриэля в Нью-Йорке. Начиная с 1947 года и в течение следующего десятилетия Каньедо создал множество иллюстраций для обложек научно-фантастических журналов, таких как Astounding Science Fiction.
Отправившись на Запад США, Каньедо провёл персональную выставку в галерее Gump's в Сан-Франциско в 1949 году, первую из многих выставок в Gump’s. в том же году он также выставлялся на первой ежегодной выставке факультета Художественной лиги Калифорнии. В 1950 году Уолтер Фостер опубликовал учебник по искусству под названием «Как Каньедо рисует фигуру» (англ. How Cañedo Draws the Figure); он оставался в печати в течение пяти лет.
Каньедо постоянно перемещался по Калифорнии, деля своё время между Сан-Франциско и Лос-Анджелесом, с частыми поездками в район Монтерея, где он занимался живописью.
Его творчество оставалось востребованным на протяжении 1960-х годов, с персональными выставками в галерее Джеймса Пендлтона, галерре Джанни, галерее Рэймонд и Рэймонд и Галерее Arcade в отеле Беверли Хиллз. Его работы включены в постоянную экспозицию Музея гомосексуального искусства Лесли — Ломан.
Каньедо умер в Западном Голливуде 1 февраля 1978 года.